# Antoni Waśkowski
Antoni Waśkowski (* 13. Juni 1885 in Krakau; † 25. Februar 1966 ebenda) war ein polnischer Schriftsteller und Maler.

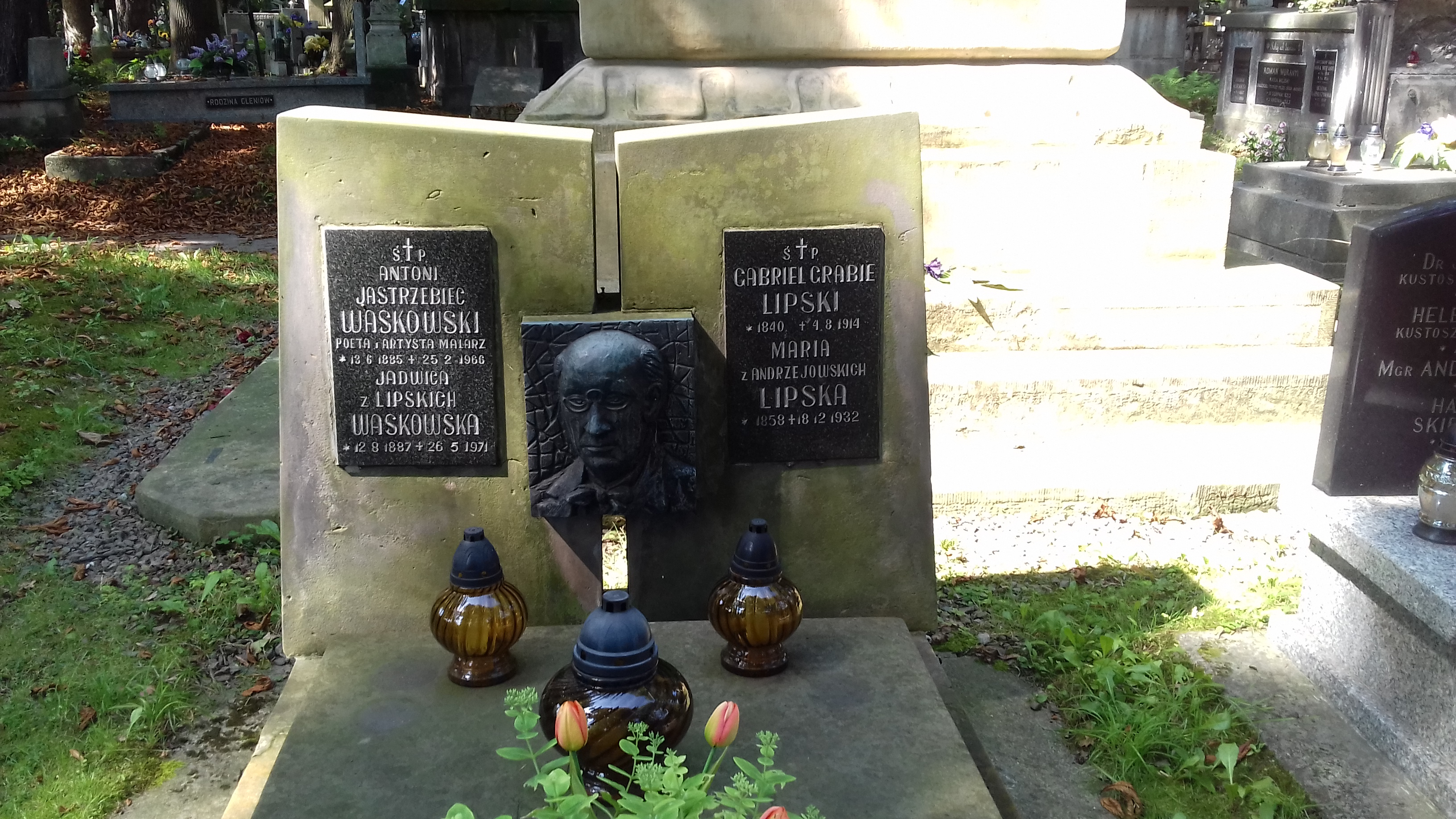
Grab auf dem Friedhof Rakowicki in Krakau

## Leben
Er war ein Cousin des Malers Stanisław Wyspiański und erhielt seinen ersten Zeichenunterricht bei diesem. Nach dem Schulbesuch in Bochnia studierte er polnische Philologie und Kunstgeschichte an der Universität Krakau. Er veröffentlichte seine ersten Werke in der Jugendzeitschrift „Pierwiosnek“ und in „Głos Narodu“. In den Jahren 1913 bis 1917 arbeitete er als Assistent am Nationalmuseum in Krakau. Er war auch Mitbegründer der Polnischen Schriftstellervereinigung in Krakau und 1917 bis 1929 deren erster Sekretär. Ab 1927 war er Sekretär der Gesellschaft der Freunde der schönen Künste. 1929 schloss er sein Malstudium ab.
Er schrieb Dramen und Romane und malte Porträts und Landschaften.